# Calépode de Rome
Calépode de Rome, ou saint Calépode ou encore saint Calepodius (en italien : San Calepodio), est un cardinal-prêtre de la basilique Sainte-Marie-du-Trastevere, mort martyrisé en 232.

## Biographie
Calépode est martyrisé avec Palmace et Simplice pendant les persécutions des chrétiens de l'empereur  Sévère Alexandre.
Son corps est retrouvé et enterré sur la Via Aurelia.

## Postérité
L'une des catacombes de Rome, le cimetière de Calépode sur la Via Aurelia, lui doit son nom.
Ses reliques, avec celles de saint Calixte et de saint Corneille sont translatées dans la basilique Sainte-Marie-du-Trastevere et déposées sous le maître-autel.
Certaines des reliques des trois saints sont ensuite transférées à Fulda et Cysoing. D'autres reliques de Calixte sont également présentes à la cathédrale Notre-Dame de Reims.